# Pod Jargiem
Pod Jargiem – niewielka polana w Pieninach Czorsztyńskich. Należy do wsi Sromowce Wyżne w województwie małopolskim, w powiecie nowotarskim, w gminieCzorsztyn. Znajduje się przy gruntowej drodze odchodzącej od drogi Krośnica – Sromowce Wyżne do zatoki Harczy Grunt na Jeziorze Czorsztyńskim. Polana położona jest na wysokości około 540–565 m w granicach Pienińskiego Parku Narodowego i nie prowadzi do niej żaden szlak turystyczny. Z polany w kierunku południowym niezbyt stromo wznosi się trawiasta przecinka leśna wyprowadzająca na polanę między szczytami Łysa Góra i Ula. Po jej zachodniej stronie jest las Ubocze, po wschodniej las Bendyki.

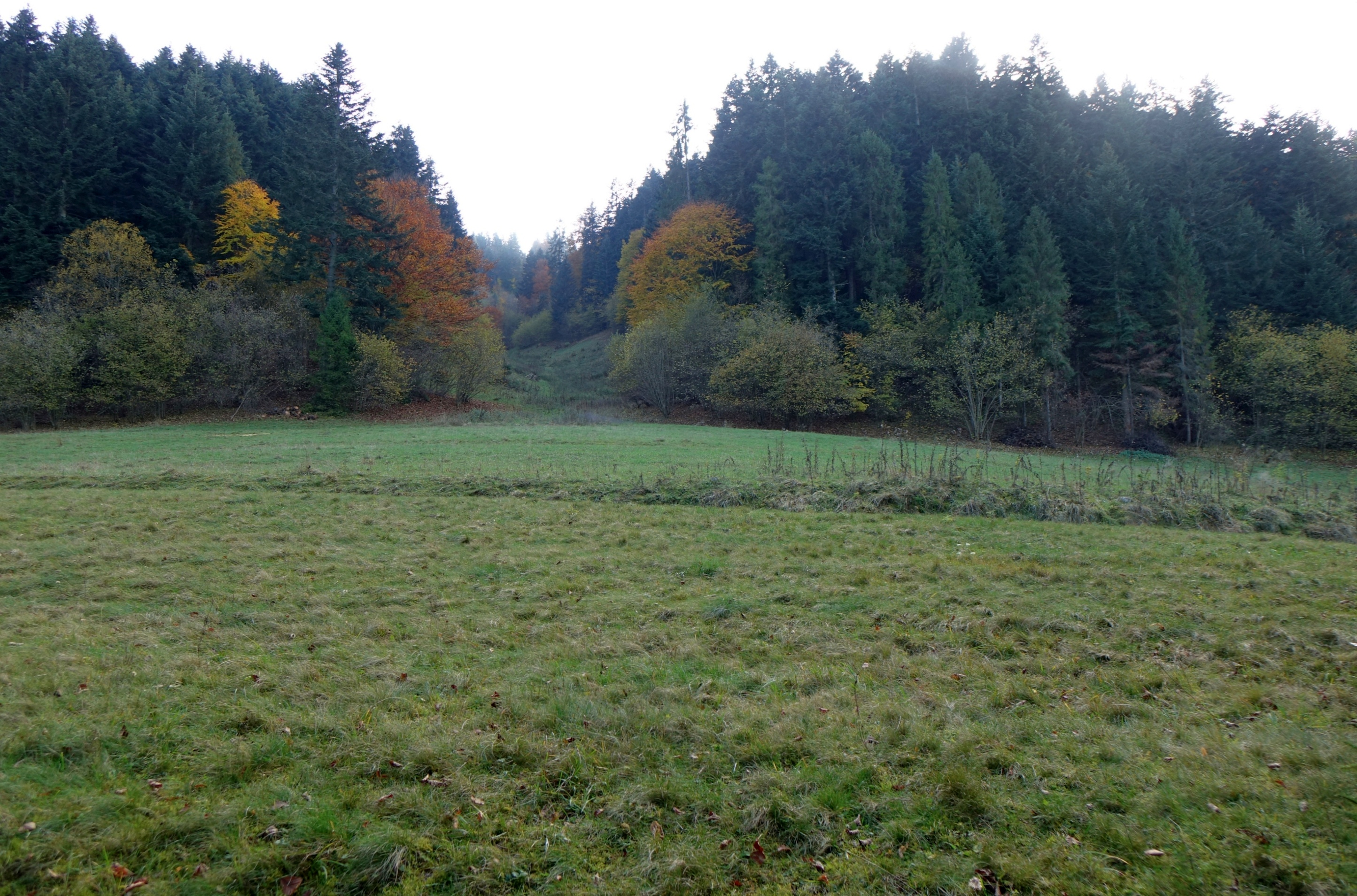
Pod Jargiem i przecinka wyprowadzająca na górną polanę